# 매디슨 대븐포트
매디슨 대븐포트(Madison Davenport, 1996년 11월 22일 ~ )는 미국의 배우이다.

## 출연 작품
- 어 라이트 비니스 데어 피트 (2015)
- 시스터즈 (2015)
- 노아 (2014)
- 세이브 미 (2013)
- 쉐임리스 2 (2012)
- 포제션 : 악령의 상자 (2012)
- 쉐임리스 1 (2011)
- 아미쉬 그레이스 (2010)
- 잭과 콩나무(영어판) (2010)
- 디 아틱 도어 (2009)
- 험볼트 카운티 (2008)
- 파라솜니아 (2008)
- 킷 킷트릿지: 아메리칸 걸 (2008)
- 벼랑 위의 포뇨 (2008)
- 호튼 (2008)
- 헷지 (2006)
- 낯선 여인과의 하루 (2005)